# Mike Pigg
Mike Pigg né en 1964 à Arcata, est un triathlète américain. Il est champion panaméricain de triathlon (1993) et champion du monde Xterra en 1997. 

## Palmarès
Le tableau présente les résultats les plus significatifs (podium) obtenus sur le circuit international de triathlon depuis 1987,.
| Année | Compétition                                  | Pays       | Position      | Temps           |
| ----- | -------------------------------------------- | ---------- | ------------- | --------------- |
| 2000  | Championnat du monde Xterra - Maui           | États-Unis |               | 2 h 33 min 10 s |
| 1997  | Championnat du monde Xterra - Maui           | États-Unis |               | 2 h 24 min 46 s |
| 1997  | Championnat des États-Unis                   | États-Unis |               | 1 h 52 min 39 s |
| 1996  | Championnat du monde Xterra - Maui           | États-Unis |               | 2 h 31 min 13 s |
| 1995  | Laguna Phuket Triathlon                      | Thaïlande  |               | Timing          |
| 1994  | Laguna Phuket Triathlon                      | Thaïlande  |               | Timing          |
| 1993  | Coupe du monde - l'étape du comté d'Orange   | États-Unis |               | 1 h 46 min 9 s  |
| 1993  | Championnats panaméricains                   | États-Unis | Médaille d'or | 2 h 14 min 7 s  |
| 1992  | Championnat des États-Unis                   | États-Unis |               | 1 h 53 min 56 s |
| 1991  | Championnat du monde                         | Australie  |               | 1 h 48 min 22 s |
| 1991  | Coupe du monde - l'étape de Las Vegas        | États-Unis |               | 2 h 2 min 19 s  |
| 1991  | Coupe du monde - l'étape de St. Croix        | États-Unis |               | 2 h 31 min 5 s  |
| 1991  | Powerman Duathlon Zofingen                   | Suisse     |               | 6 h 28 min 50 s |
| 1991  | Championnat des États-Unis                   | États-Unis |               | 1 h 42 min 8 s  |
| 1990  | Triathlon International de Nice              | France     |               | 6 h 0 min 7 s   |
| 1990  | Championnat des États-Unis                   | États-Unis |               | 1 h 38 min 11 s |
| 1989  | Ironman - Championnat du monde à Kailua-Kona | États-Unis |               | 8 h 33 min 11 s |
| 1989  | Triathlon International de Nice              | France     |               | 6 h 3 min 59 s  |
| 1988  | Championnat des États-Unis                   | États-Unis |               | 1 h 51 min 4 s  |
| 1987  | Championnat des États-Unis                   | États-Unis |               | 1 h 50 min 5 s  |